# Engelbert I van Gorizia
Engelbert I van Gorizia (overleden op 14 december 1122) was van 1090 tot aan zijn dood graaf van Gorizia. Hij behoorde tot het huis Gorizia.

## Levensloop
Het huis Gorizia, beter bekend als het huis der Meinhardijnen, was van Beierse origine: Engelberts vader Meginhard werd namelijk gedocumenteerd als graaf in het Beierse Pustertal. Het huis der Meinhardijnen was in staat om grote landerijen te bemachtigen die in handen waren van het pas opgerichte patriarchaat Aquileja, met de stad Gorizia als residentie. In 1090 volgde Engelbert I zijn vader op als heerser in het Pustertal en als graaf van Gorizia.
Tijdens zijn bewind was Engelbert ook paltsgraaf van Beieren en voogd van de abdij van Millstatt. In het jaar 1122 droeg hij de abdij van Millstatt over aan de Heilige Stoel in Rome.
Engelbert I bleef ongehuwd en kinderloos, waardoor hij na zijn dood eind 1122 werd opgevolgd door zijn jongere broer Meinhard I.